# Ali Zidan

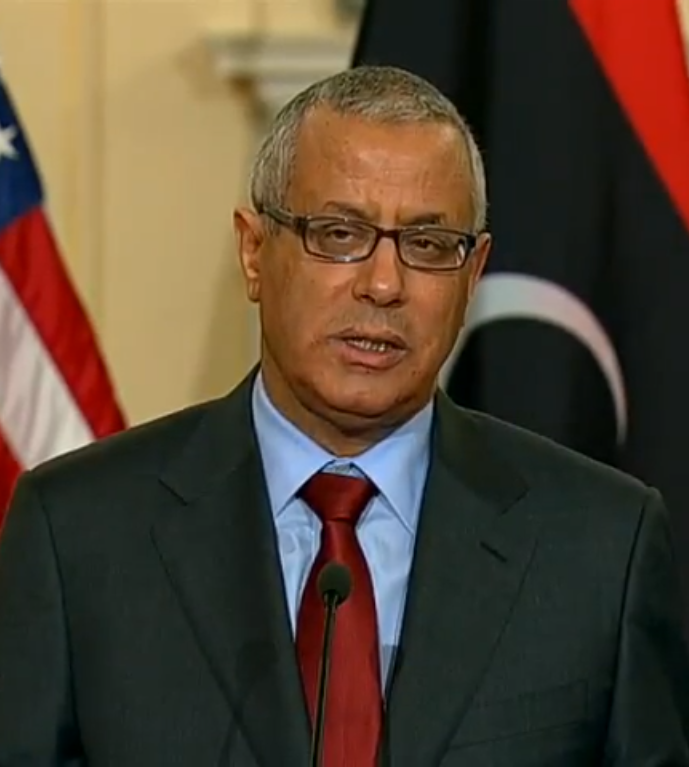

Ali Zidan (em árabe: علي زيدان), nascido em 1950, é um político da Líbia.
Foi eleito primeiro-ministro do país a 14 de outubro de 2012, tendo tomado posse um mês depois. Renunciou depois de uma votação parlamentar em 12 de março de 2014 e pediu posteriormente asilo político na Alemanha.